# Кетлин Кенеди
Кетлин Кенеди (енгл. Kathleen Kennedy; Беркли, 5. јун 1953) америчка је филмска продуценткиња и актуелна председница продукцијске куће Lucasfilm. Године 1981. основала је продукцијску кућу Amblin Entertainment са Стивеном Спилбергом и својим супругом, Френком Маршалом.
Први филм који је продуцирала био је Е. Т. ванземаљац (1982). Деценију касније, поново са Спилбергом, продуцирала је франшизу Парк из доба јуре, од којих су прва два постала два од десет филмова са навећом зарадом из 1990-их. Године 1992. основала је The Kennedy/Marshall Company са својим супругом, Френком Маршалом. Дана 30. октобра 2012. постала је председница куће Lucasfilm након што га је купио The Walt Disney Company за 4 милијарде евра. Године 2018. добила је награду Ирвинг Г. Талберг од Академије филмске уметности и наука.
Кенедијева је учествовао у снимању преко 60 филмова који су зарадили више од 11 милијарди долара широм света, укључујући пет од педесет филмова са највећом зарадом у историји филма. Добила је 8 номинација за Оскара за најбољи филм, чиме је трећа особа по броју номинација за награду иза Спилберга и Скота Рудина. Као продуценткиња је трећа особа иза Кевина Фајгија и Спилберга по приходима на домаћим биоскопским благајнама, са преко 7,5 милијарди долара од 2020. године.